# Ibrahim Mahama

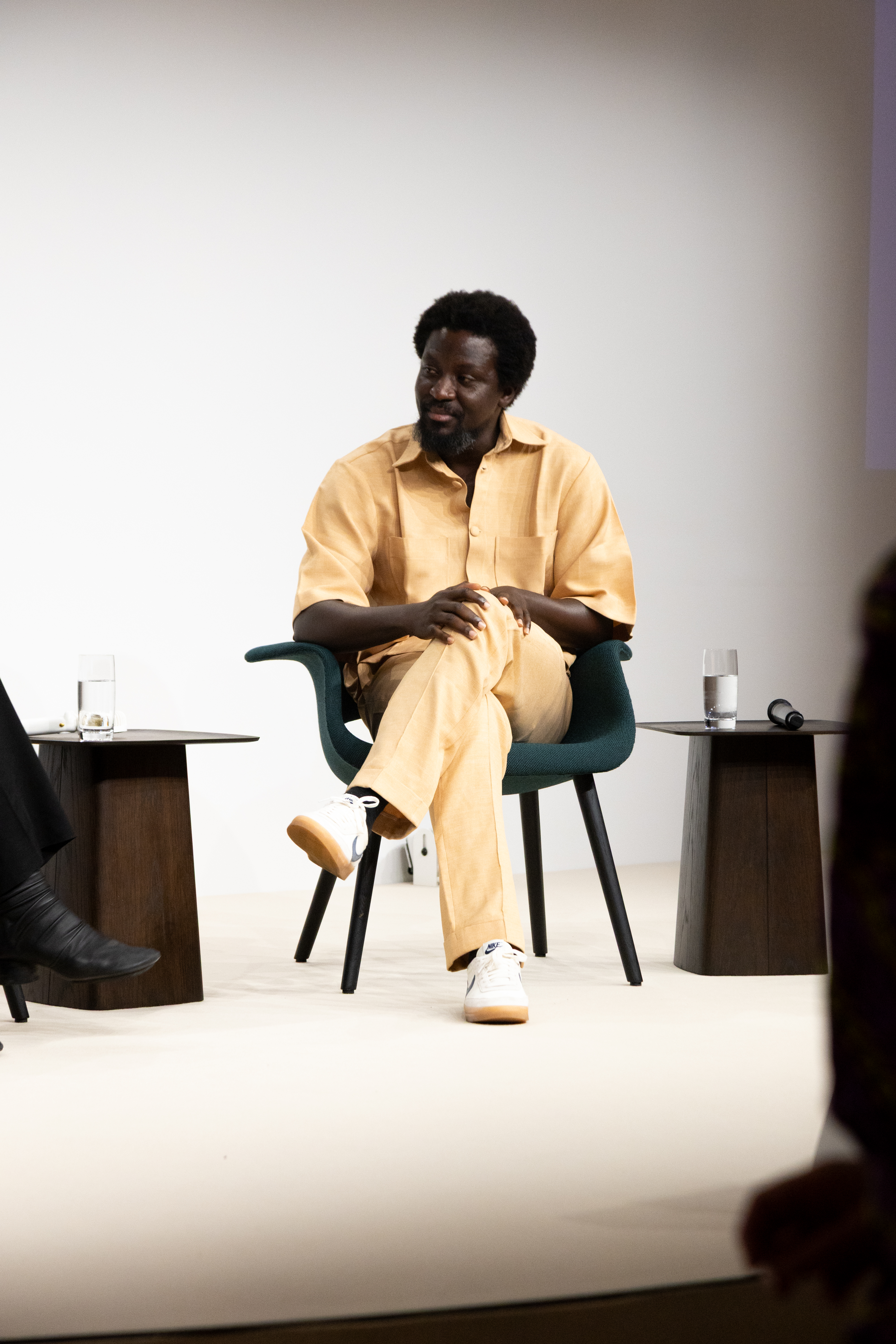
Mahama bei der Art Basel 2025

Ibrahim Mahama (* 1987 in Tamale, Ghana) ist ein ghanaischer Konzept-, Objekt-, Aktions- und Performancekünstler, dessen Werke unter anderem auf der Venedig-Biennale und der Documenta zu sehen waren. Er erarbeitet die Zusammenhänge von Raum und Politik.

## Leben und Ausbildung
Ibrahim Mahama besuchte die Kunsthochschule in Kumasi. Dort arbeitete er zunächst konventionell und erschloss sich Robert Rauschenbergs collagenartige Malerei. Als Kunststudent besuchte Mahama 2012 die documenta 13. Die Eindrücke des ersten Besuchs einer Kunstweltausstellung führten dazu, dass er sein eigenes Werk radikal zu ändern begann. Die documenta 13 animierte Mahama, mit seinem eigenen Körper zu arbeiten und mit Gips seine Körperformen abzunehmen. Jutesäcke als Material dienten ihm als zweite Haut. 2017 erhielt er ein DaaD-Stipendium. Ibrahim Mahama ist cand. Dr. phil. zum Thema Neudefinition künstlerischer Arbeit innerhalb der eigenen Rahmenbedingungen an der Universität in Kumasi.
2023 war Mahama künstlerischer Direktor der Ljubljana Biennale für Grafische Künste. Ibrahim Mahama lebt und arbeitet in Accra, Kumasi und Tamale.

## Künstlerisches Werk
Mahama sammelt zunächst Jutesäcke und vernäht diese mit seinen Mitarbeitern zu Juteplastiken. Die Collage aus Jute nimmt die Form des Gebäudes an. Ibrahim Mahama hüllte Gebäude, wie das Nationaltheater in Accra, Museen, Wohnhäuser und Ministerien in Accra und Teile der Kwame Nkrumah University of Science and Technology in Kumasi, in Stoff ein. Mahama verwendet für seine Gebäudeeinhüllungen gebrauchte Jutesäcke, die er im Tausch gegen neue erhält. Die in Asien hergestellten Säcke werden global vertrieben. Jute wird in Westafrika für die Herstellung von Vorhängen, traditionellen Kostümen und Dekorationen benötigt. In Ghana werden Jutesäcke zum Verpacken und Transportieren von Kakao, Kaffee, Reis, Bohnen und Holzkohle verwendet. Die zerschlissenen und von Gebrauchsspuren der Arbeiter beschädigten Säcke erinnern an deren Herstellung und vormalige Verwendung. Das Handhaben der Säcke durch Arbeiter hinterlässt im Produktionslebenzyklus beginnend beim Weben des Stoffes, beim Verpacken, beim Beladen und beim Transportieren individuelle Spuren, wie Schweiß, Verunreinigungen und Transportbezeichnungen. Die Erinnerung an die Gebrauchsspuren in diesem Tauschgeschäft ist für Mahama die Grundlage des Tausches. Die Jutesäcke symbolisieren für Mahama die Auswirkungen des Welthandels. Für ihn sind sie aufgrund ihrer Gebrauchsspuren ein forensisches Indiz auf seiner Suche nach Manifestationen globalen kapitalistischen Wirtschaftens.
Im Kontext mit der Kartographie entsteht eine neue Wahrnehmung des öffentlichen Raums.

### Beitrag zur Documenta 14, Athen
In Athen führte er eine Performance auf dem Syntagma-Platz unterhalb des griechischen Parlaments auf. Er zeigte eine Patchworkdecke, die er von Studenten, Freiwilligen und Geflüchteten zusammennähen ließ. Andere Teile der Jute-Decke entstanden vor dem Polytechnikum der Universität, wo in den 70er Jahren Studentenunruhen ausgebrochen waren, und in einem stillgelegten Marmorsteinbruch bei Athen, wo einst Teile der Akropolis geschlagen wurden.

### Beitrag zur Documenta 14, Kassel
Für die documenta 14 verhüllte Ibrahim Mahama die von Heinrich Christoph Jussow entworfene Kasseler Torwache, in der zeitweilig die Gebrüder Grimm lebten. Seine Collage Check Point Sekondi Loco 1901-2030. 2017-2017 (2016-2017) besteht aus Kohlesäcken, Altmetall, Planen, Metallanhängern und dem Leder aus dem Inneren einer Henschel-Lok. Die Collage wurde in den Henschel-Hallen zusammengenäht. Dort führte er die Performance Check Point Sekondi Loco 1901-2030. 2016-2017 (2017) auf.

## Zitat
Ibrahim Mahama beschreibt seine Arbeiten folgendermaßen:

„Mich interessiert, wie sich Krise und Versagen im Material absorbieren, der Bezug zu den globalen Transaktionen und wie kapitalistische Strukturen funktionieren.“

## Ausstellungen
- 2017: Tel Aviv Museum of Art, Tel Aviv
- 2017: Galerie White Cube, London
- 2017: PinchukArtCentre, Kiew
- 2017: Palazzo Contarini Polignac, Venedig
- 2017: documenta 14, Athen, Kassel
- 2022: Garden of Scars, Oude Kerk, Amsterdam
- 2022: Museum der bildenden Künste Leipzig, Leipzig
- 2023: Sharjah Biennale 15
- 2024: Mönchehaus Museum, Goslar
- 2025: Zilijifa. Kunsthalle Wien, Wien